# جاذبه (ترانه هویگ)
«جاذبه» تک‌آهنگی از هوینگ دمیرجیان است که در سال ۲۰۱۷ میلادی منتشر شد. این ترانه نماینده قبرس در یوروویژن ۲۰۱۷ است.